# Red Dragon
Red Dragon è un film del 2002 diretto da Brett Ratner con protagonisti Edward Norton, Anthony Hopkins e Ralph Fiennes tratto dal romanzo Il delitto della terza luna di Thomas Harris.
Si tratta del prequel del pluripremiato Il silenzio degli innocenti di Jonathan Demme nonché remake di Manhunter - Frammenti di un omicidio di Michael Mann.

## Trama
Nel 1988 Will Graham riesce a catturare il terribile serial killer cannibale Hannibal Lecter dopo una durissima colluttazione che lascia profondi segni non solo nel corpo ma anche nella sua psiche, tanto da indurlo a lasciare tutto e a trasferirsi in Florida con la moglie e il figlio. La sua straordinaria capacità di immedesimarsi nell'assassino sulla scena del crimine e la sua sensibilità nel rilevare particolari per tutti gli altri insignificanti vengono tuttavia di nuovo richieste tre anni dopo da un suo ex compagno nell'FBI per fermare un serial killer, soprannominato Lupo mannaro poiché agisce durante il periodo di luna piena: due intere famiglie sono già state orribilmente uccise e manca poco alla prossima luna piena e ad una possibile nuova tragedia. Il Lupo è Francis Dolarhyde, un tecnico di una ditta di materiale audiovisivo disturbato da profondi complessi psicologici creatigli un tempo dalla tirannica nonna e dall'essere stato affetto da cheiloschisi; la sua follia lo porta addirittura a venerare una figura astratta e mostruosa chiamata "Drago Rosso" (nata dal dipinto di William Blake The Great Red Dragon and the Woman clothed by the Sun), alla quale obbedisce dedicandole i suoi terribili misfatti.
Will per questo caso ha bisogno dell'aiuto di Lecter, con cui aveva già collaborato prima di catturarlo, e questi accetta ma al contempo progetta la sua vendetta personale, rivelando al killer - che prova per lui grande ammirazione, tanto da intrattenere una fitta corrispondenza - l'indirizzo dell'ex poliziotto. Dolarhyde, braccato dalla polizia grazie alle indagini di Graham e per aver abbassato la guardia, essendosi innamorato, ricambiato, di una ragazza cieca, mette in atto un piano per far credere di essersi suicidato; credendo che il caso sia chiuso, Graham torna a casa dalla propria famiglia. Una sera il figlio rientra in casa e il serial killer lo rapisce; Will, con un astuto gioco psicologico, riesce a liberare il ragazzino e ingaggia una sparatoria con Dolarhyde: i due rimangono a terra e la moglie di Will, rientrata in casa, uccide il Lupo mannaro. Nella scena finale il dottor Chilton, direttore del manicomio criminale, informa Lecter che una giovane agente dell'FBI desidera incontrarlo.

## Differenze tra film e romanzo
La differenza principale tra il film e il romanzo sta nel finale: nel primo l'assassino viene ucciso e Graham può vivere felice con la sua famiglia, mentre nel secondo quest'ultimo rimane pesantemente sfigurato in volto ("ridotto come un quadro di Picasso", commenterà Lecter) e verrà lasciato dalla moglie, oltre al fatto che l'aggressione avviene mentre sta pescando con il figliastro; addirittura, ne Il silenzio degli innocenti, si viene a sapere che Graham ha perso la ragione ed è diventato anche un alcolista.

## Riconoscimenti
- 2003 - London Critics Circle Film Awards
  - Miglior attrice inglese non protagonista a Emily Watson
- 2003 - Taurus World Stunt Awards
  - Migliore stuntman con il fuoco a Keii Johnston
- 2003 - Young Artist Award
  - Miglior performance per un giovane attore sotto i 10 anni a Tyler Patrick Jones